# Prefab Sprout
Prefab Sprout é uma banda britânica formada em Durham, em finais da década de setenta pelos irmãos Paddy e Martin McAloon.

## História
Os irmãos Paddy e Martin McAloon recrutaram o baterista Neil Conti para iniciar um grupo musical. Posteriormente entrou Wendy Smith para baixista e para os coros. 
A actividade do grupo durou até 2001 quando publicaram o disco "The gunman and other stories".
'Steve McQueen foi relançado em 2007 numa versão remasterizada com um segundo disco, acústico, gravado por Paddy McAloon em 2005.
Em 2009 foi lançado o disco Let's Change the World with Music.

## Discografia[2]
- Swoon (1984)
- Steve McQueen (1985) (editado nos Estados Unidos com o nome Two Wheels Good)
- From Langley Park to Memphis (1988)
- Protest Songs (1989)
- Jordan: The Comeback (1990)
- A Life Of Surprises - The Best of Prefab Sprout (1992)
- Andromeda Heights (1997)
- 38 Carat Collection (1999)
- The Gunman and Other Stories (2001)
- Let's Change the World with Music (2009)
- Crimson/Red (2013)